# 斯托達德 (密蘇里州)
斯托達德（英語：Stoddard）是位於美國密蘇里州斯托達德縣的非建制地區。

## 地理
斯托達德所處的海拔為高於海平面108米（即354英呎），而該地所採用的時區為UTC-6，即北美中部時區（CST）。同時該地設有夏令時間，為UTC-6調快一小時，即UTC-5（CDT）。